# Fabian Fesinger

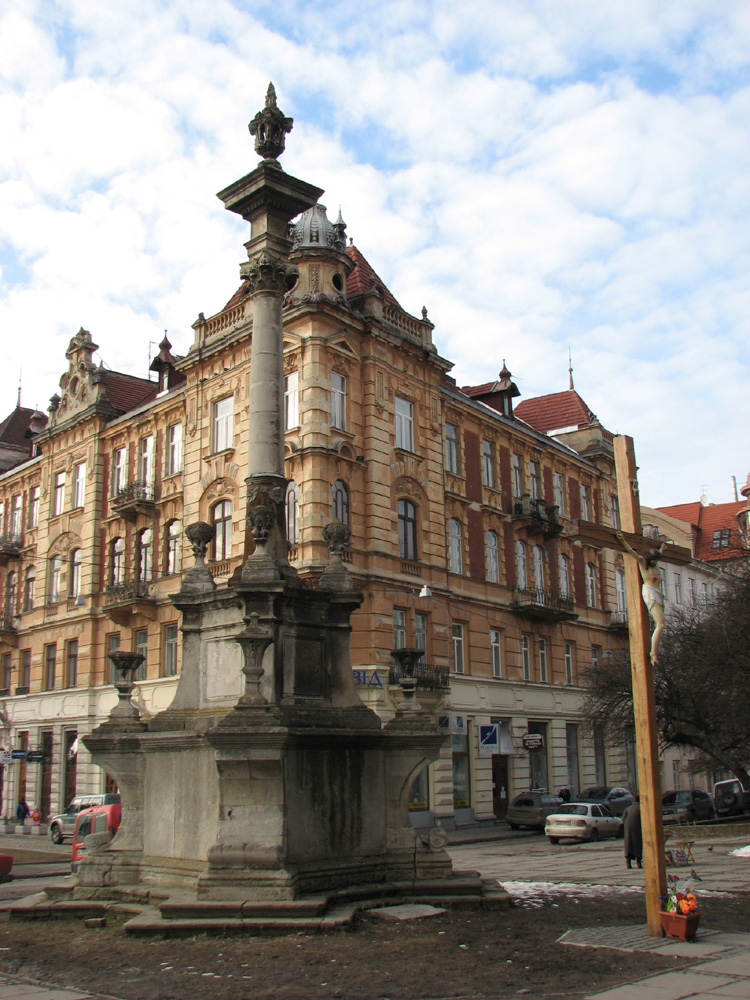
Säule des Johannes von Dukla in Lemberg

Fabian Fesinger  († 1767 oder 1768) war ein Lemberger Bildhauer deutscher Abstammung. 

## Leben und Werk
Über seine Herkunft gibt es keine sicheren Dokumente. Möglicherweise war er Vater oder älterer Bruder von Sebastian Fesinger. Die Fesinger stammten aus dem süddeutschen Raum, vermutet werden hier Oberösterreich oder das Breisgau. Die 1736 aufgestellte Säule des Johannes von Dukla in Lemberg wird ihm zugeschrieben. Er war an einigen der Arbeiten von Sebastian Fesinger in Lemberg und Przemyśl möglicherweise beteiligt.